# Piazza San Domenico Maggiore
Piazza San Domenico Maggiore (en español: Plaza Santo Domingo Mayor) es una de las plazas más importantes de la ciudad de Nápoles, en Italia. Se encuentra en Spaccanapoli, no lejos de Piazza del Gesù Nuovo.
Como está situada en el corazón del centro histórico, la plaza es el cruce de dos de las calles principales de Nápoles: Spaccanapoli (el decumano inferior este-oeste) y Via Mezzocannone (eje sur-norte).

## Historia y descripción
La plaza toma su nombre de la Basílica de Santo Domingo Mayor, de la que se admira la zona absidal adornada en la parte superior con una cornisa almenada, que se yergue detrás del Obelisco de Santo Domingo.
Es uno de los lugares más significativos de la ciudad ya que, históricamente, representa el límite oriental de las murallas griegas de la antigua Neápolis. De hecho, sólo después de la conquista romana el decumano fue ampliado hacia la actual Piazza del Gesù Nuovo. La plaza fue planificada por Alfonso V de Aragón (Alfonso I de Nápoles), gracias al cual fue construida la gran escalera al lado del ábside de la mencionada Basílica.
A lo largo de los siglos, ha tenido varias funciones: políticas, comerciales e incluso ocultas (debido a su proximidad con la Capilla Sansevero). La plaza, rodeadas de palacios monumentales, además de albergar la Basílica, entre las más bellas de la ciudad, cuya fachada se caracteriza por una clara influencia oriental, es dominada en su parte central por el Obelisco de Santo Domingo, esculpido por Francesco Antonio Picchiatti y otros, siendo erigido a petición de los napolitanos como agradecimiento por sobrevivir a una epidemia de peste.

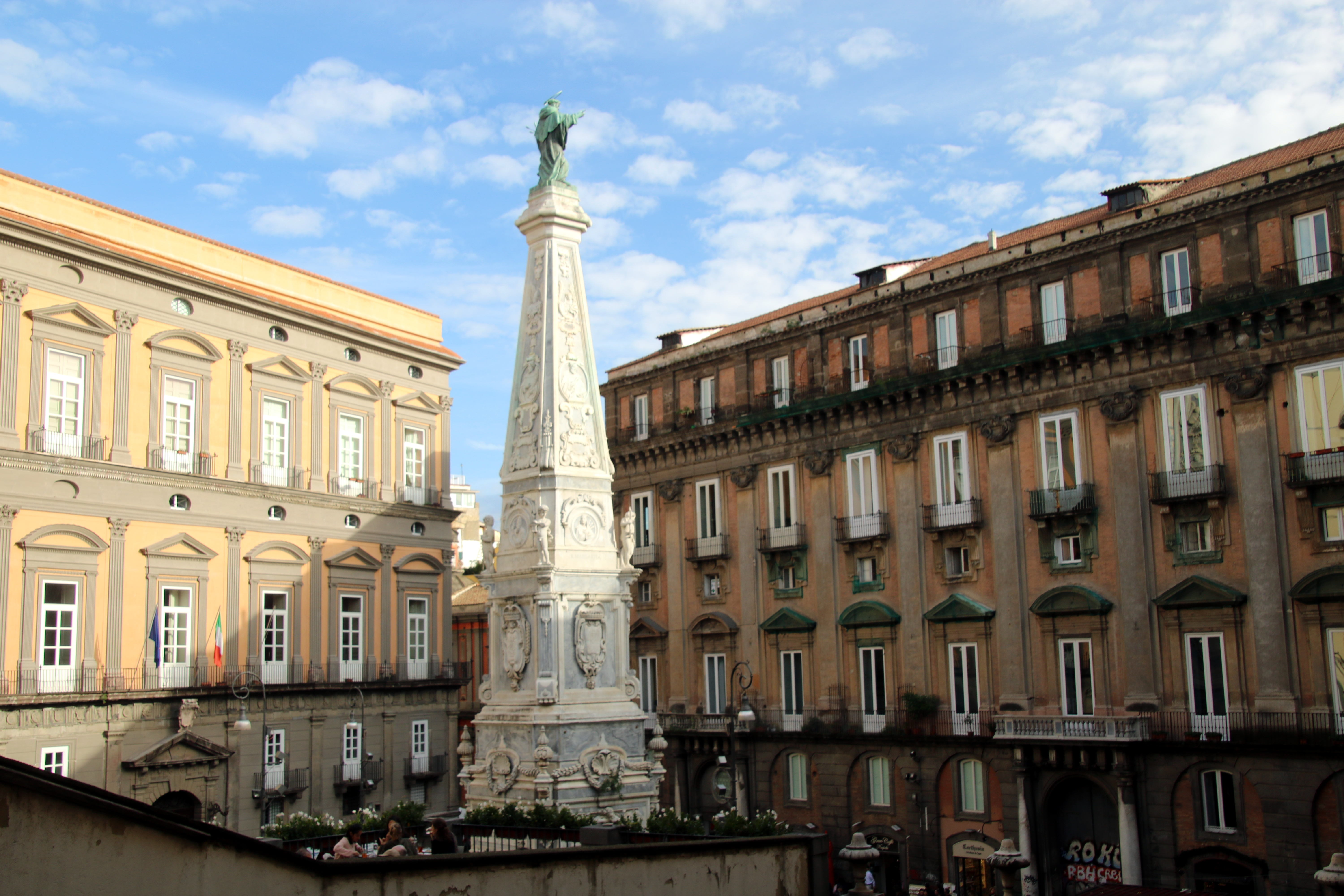
El Obelisco de Santo Domingo con Palazzo Corigliano y Palazzo di Sangro di Casacalenda al fondo.

Los otros imponentes edificios nobiliarios que dan a la plaza o que son contiguos a ella son:
- Palazzo Petrucci;
- Palazzo Saluzzo di Corigliano;
- Palazzo di Sangro di Casacalenda;
- Iglesia de Sant'Angelo a Nilo (en la adyacente Piazzetta Nilo);
- Palazzo Carafa della Spina;
- Palazzo di Sangro.

En la planta baja del Palazzo di Sangro di Casacalenda se encuentra la histórica repostería "Scaturchio", productora del bombón ministeriale.

## Bibliógrafa
- Gennaro Ruggiero, Le piazze di Napoli, Tascabili economici Newton, Roma 1998 ISBN 88-7983-846-6

- Datos: Q384957
- Multimedia: Piazza San Domenico Maggiore (Naples) / Q384957